# گدرلاک
گِدِرلاک (به مجاری:  Géderlak) یک منطقهٔ مسکونی در مجارستان است که در ناحیه کالوچا واقع شده‌است. گِدِرلاک ۱۸٫۷۲ کیلومتر مربع مساحت و ۹۹۷ نفر جمعیت دارد.